# Adele di Vermandois
Adele di Vermandois o Adela di Vermandois o Adelaide di Vermandois (910/915 oppure 915 – Bruges, 10 ottobre 960) fu contessa consorte, in quanto moglie di Arnolfo I di Fiandra, delle Fiandre, di Boulogne e d'Artois, dal 934 fino alla sua morte.

## Origine
Era la figlia femmina primogenita del conte di Vermandois, di Meaux, di Soissons e di Madrie e di Vexin, signore di Peronne, Senlis e San Quintino e futuro conte di Troyes, Erberto II (880 – 943) (discendente del re d'Italia, Bernardo, nipote di Carlo Magno) e di Adele (ca. 895- ca. 931), l'unica figlia del marchese di Neustria e futuro re di Francia, Roberto I, e di Adele del Maine, come è indicato nelle Europäische Stammtafeln, vol II, cap. 10 (non consultate). La Genealogiae Comitum Flandriae precisa che Adele era nipote di due re dei Franchi occidentali, Oddone e Roberto I, mentre la Chronica Albrici Monachi Trium Fontium, citandoli nell'anno 920, conferma la parentela tra Erberto II e Roberto I.

## Biografia
Nel 934, suo padre, Erberto II, si alleò col conte di Fiandra, conte d'Artois, Conte di Boulogne e Abate laico di San Bertino, Arnolfo I e, per suggellare l'alleanza, Adele, secondo i Flodoardi Annales fu data in sposa al citato Arnolfo(ca. 890-964), figlio del secondo conte di Fiandra, conte di Artois e Abate laico di San Bertino, Baldovino II e di Elfrida, una delle figlie del re del regno anglosassone meridionale del Wessex, Alfredo il Grande (venerato come santo dalla Chiesa cattolica) e di sua moglie, Ealhswith, figlia di Æthelred detto Mucil (il Grande oppure il duca), che era il priore magistrato dei Gaini (una tribù della Mercia) e di sua moglie, la nobile, Eadburga. Il matrimonio tra Adele e Arnolfo, senza precisarne la data (tra il 931 ed il 949) viene ricordato anche negli Annales Elnonenses Minores, dove viene ricordato anche il loro figlio, Baldovino III di Fiandra.
Nel documento n° 76, del 938, del Cartulaire de l'abbaye de Saint-Bertin Adele viene citata come moglie di Arnolfo I.
Il documento n° 22 delle Chartes et documents de l´abbaye de Saint Pierre au Mont Blandin à Gand, ci documenta una donazione fatta in memoria del suocero, Baldovino II, della suocera, Elfrida, e del figlio, Egberto, l'8 settembre 954, al monastero stesso, da Adele, che con lo stesso documento rende liberi due (padre e figlio) suoi servitori.
Il documento n° 23 delle Chartes et documents de l´abbaye de Saint Pierre au Mont Blandin à Gand, ci documenta una donazione fatta in memoria di un certo Amalrico, definito fedele il 10 luglio 953, al monastero stesso, da Adele assieme al marito Arnolfo I.
Adele morì nel 960, a Bruges, lo stesso anno in cui suo marito Arnlfo aveva portato a termine il restauro del monastero di San Pietro di Gand, dove Adele venne tumulata.

## Figli
Adele ad Arnolfo diede quattro figli:
- Liutgarda (935- prima del 18 ottobre 962),[17] che è citata nel documento n° 22 delle Chartes et documents de l´abbaye de Saint Pierre au Mont Blandin à Gand, in cui suo padre Arnolfo e sua madre, Adele fecero una donazione in memoria di suo nonno, Baldovino II, sua nonna, Elfrida, e dello zio, Egberto, il 10 luglio 953, al monastero stesso.[18] e che, dopo il 10 luglio 953, aveva sposato Wichmann, Conte di Hamaland, che compare come testimonio in una donazione dello suocero, Arnolfo, la n° 32 delle Chartes et documents de l´abbaye de Saint Pierre au Mont Blandin à Gand[19] e i coniugi vengono ricordati nel Iohannes de Thilrode Chronicon[20]
- Baldovino[21] (935/40-Abbazia di San Bertino 1º gennaio 962), conte di Fiandra, assieme al padre.
- Egberto (dopo l'8 luglio 942[18][22]-prima del 10 luglio 953),[15] morto giovane
- Elftrude (- dopo il 966), andata in sposa, tra il 960 ed il 965, a Sigfrido, Conte di Guînes, come risulta dalla Historia Comitum Ghisnensium,[23] mentre per il Chronica Monasterii Sancti Bertini auctore Iohanne Longo de Ipra, Sigfrido approfittò della giovane Eltrude, che senza essere stata sposata, partorì un figlio illegittimo di nome Arnolfo.[24]

## Ascendenza
|                          |                  |                        | Genitori     |  |  | Nonni |  |  | Bisnonni               |  |  | Trisnonni         |  |
|                          |                  |                        |              |  |  |       |  |  | Pipino I di Vermandois |  |  | Bernardo d'Italia |  |
|                          |                  |                        |              |  |  |       |  |  | Pipino I di Vermandois |  |  | Bernardo d'Italia |  |
|                          |                  | Cunegonda              |              |  |  |       |  |  | Pipino I di Vermandois |  |  |                   |  |
| Erberto I di Vermandois  |                  |                        |              |  |  |       |  |  | Pipino I di Vermandois |  |  |                   |  |
|                          |                  | …                      | …            |  |  |       |  |  |                        |  |  |                   |  |
|                          |                  | …                      | …            |  |  |       |  |  |                        |  |  |                   |  |
|                          |                  | …                      | …            |  |  |       |  |  |                        |  |  |                   |  |
| Erberto II di Vermandois |                  | …                      |              |  |  |       |  |  |                        |  |  |                   |  |
|                          |                  | …                      | …            |  |  |       |  |  |                        |  |  |                   |  |
|                          |                  | …                      | …            |  |  |       |  |  |                        |  |  |                   |  |
|                          |                  | …                      | …            |  |  |       |  |  |                        |  |  |                   |  |
| Liutgarda di Morvois     |                  | …                      |              |  |  |       |  |  |                        |  |  |                   |  |
|                          |                  | …                      | …            |  |  |       |  |  |                        |  |  |                   |  |
|                          |                  | …                      | …            |  |  |       |  |  |                        |  |  |                   |  |
|                          |                  | …                      | …            |  |  |       |  |  |                        |  |  |                   |  |
| Adele di Vermandois      |                  | …                      |              |  |  |       |  |  |                        |  |  |                   |  |
|                          | Roberto il Forte | Roberto III di Hesbaye |              |  |  |       |  |  |                        |  |  |                   |  |
|                          | Roberto il Forte | Roberto III di Hesbaye |              |  |  |       |  |  |                        |  |  |                   |  |
|                          | Roberto il Forte | Wiltrude di Orléans    |              |  |  |       |  |  |                        |  |  |                   |  |
| Roberto I di Francia     | Roberto il Forte |                        |              |  |  |       |  |  |                        |  |  |                   |  |
|                          |                  | Adelaide d'Alsazia     | Ugo di Tours |  |  |       |  |  |                        |  |  |                   |  |
|                          |                  | Adelaide d'Alsazia     | Ugo di Tours |  |  |       |  |  |                        |  |  |                   |  |
|                          |                  | Adelaide d'Alsazia     | Ava/Bava     |  |  |       |  |  |                        |  |  |                   |  |
| Adele di Neustria        |                  | Adelaide d'Alsazia     |              |  |  |       |  |  |                        |  |  |                   |  |
|                          |                  | …                      | …            |  |  |       |  |  |                        |  |  |                   |  |
|                          |                  | …                      | …            |  |  |       |  |  |                        |  |  |                   |  |
|                          |                  | …                      | …            |  |  |       |  |  |                        |  |  |                   |  |
| Adele del Maine          |                  | …                      |              |  |  |       |  |  |                        |  |  |                   |  |
|                          |                  | …                      | …            |  |  |       |  |  |                        |  |  |                   |  |
|                          |                  | …                      | …            |  |  |       |  |  |                        |  |  |                   |  |
|                          |                  | …                      | …            |  |  |       |  |  |                        |  |  |                   |  |
|                          |                  | …                      |              |  |  |       |  |  |                        |  |  |                   |  |

### Fonti primarie
- (LA)  Monumenta Germaniae Historica, Scriptores, tomus III.
- (LA)  Monumenta Germaniae Historica, Scriptores, tomus XXIII.
- (LA)  Monumenta Germaniae Historica, Scriptores, tomus IX.
- (LA)  Cartulaire de l'abbaye de Saint-Bertin.
- (LA)  Monumenta Germaniae Historica, Scriptores, tomus V.
- (LA)  Chartes et documents de l´abbaye de Saint Pierre au Mont Blandin à Gand.
- (LA)  Monumenta Germaniae Historica, Scriptores, tomus XXV.
- (LA)  Monumenta Germaniae Historica, Scriptores, tomus XXIV.
- (LA)  Annales Bertiniani.

### Letteratura storiografica
- Louis Halphen, Francia: gli ultimi Carolingi e l'ascesa di Ugo Capeto (888-987), in «Storia del mondo medievale», vol. II, 1999, pp. 636–661
- (EN)  Old English Chronicles.
- (EN)  Annals of Roger de Hoveden, vol. I.